# Targobank
Die Targobank AG (Eigenschreibweise: TARGOBANK) ist eine in Deutschland tätige Bank mit Sitz in Düsseldorf und ihrem Kundencenter in Duisburg. Seit 2008 ist sie Teil der französischen Genossenschaftsbank Crédit Mutuel Alliance Fédérale. Sie firmierte bis 2010 als Citibank Privatkunden und zuvor bis 1991 als Kundenkreditbank. Die Bank gehört mit rund 3,8 Millionen Kunden (Stand 2024) zu den großen Banken für Privat-, Geschäfts- und Firmenkunden in Deutschland und betreibt 340 Standorte in über 250 Städten in Deutschland. Sie war zunächst ein im Privatkundengeschäft tätiges Institut. Seit der Übernahme 2008 entwickelt sich das Institut zunehmend zu einer Universalbank. 

## Geschichte

### Gründung der Kundenkreditbank
1926 gründete der Königsberger Kaufmann Walter Kaminsky zusammen mit 20 weiteren Einzelhändlern die Kunden-Kredit-Bank GmbH als erste deutsche Teilzahlungsbank. Die Bank vergab Kredite in Höhe von 50 bis 2000 Reichsmark direkt an Privatpersonen, die in Form einer Zahlungsanweisung ausgegeben wurden. Damit konnten die Kunden in bestimmten Geschäften einkaufen und den Kaufbetrag in monatlichen Raten zurückzahlen. Die Kunden-Kredit-Bank war somit die erste deutsche Bank, die nur an Privatpersonen Kredite vergab, und damit auch das erste ausschließliche Privatkunden-Institut. Laut Ellerbrock sind hier die Wurzeln des modernen Konsumentenkredits in Deutschland zu finden. Ab 1935 firmierte die Bank als Kundenkreditbank mit Sitz in Düsseldorf. Die bisherigen regionalen Banken in Dortmund und Düsseldorf wurden am 27. September 1951 in die neue KKB Kundenkreditbank KGaA eingebracht. 1955 ging die Kundenkreditbank an die Düsseldorfer Börse. Ende der 1960er Jahre stellte sich die KKB neu auf und richtete sich auf private Haushalte aus. Sie eröffnete neue Filialen, bot Bankkonten an und nahm Spareinlagen an. Ab 1968 arbeitete sie somit als Vollbank für private Kunden.

### Übernahme durch die First National City Bank of New York
1973 wurde die KKB zunächst zu 56 % von der US-amerikanischen First National City Bank of New York (später Citigroup) übernommen und in KKB Kundenkreditbank – Deutsche Haushaltsbank umfirmiert. Die First National führte das Privatkundengeschäft in Deutschland jedoch weiterhin unter ihrem ursprünglichen Namen. Der Einstieg bedeutete für die First National den erstmaligen Einstieg in das Privatkundengeschäft. Der zweite Großaktionär der KKB, das Bankhaus Trinkaus & Burkhardt wurde ab 1974 zu 51 % von der First National City Bank of New York übernommen. In der Folge lieferte die KKB eine Reihe von unternehmerischen Grundsätzen für das Kerngeschäft der First National in den siebziger Jahren. Die First National City Bank firmierte in den USA ab 1976 als Citibank, N.A. Bis 1989 weitete die Citibank ihre Anteile auf rund 97 % der KKB-Aktien aus. 1985 geplant und 1988 produziert, stellte KKB das weltweit erste und lange Zeit einzige flächendeckende wissensbasierte Beratungssystem auf einer Großrechnerplattform „Ramses“ vor. Bis in die 1990er Jahre wurde es von in 280 Filialen rund zweitausendmal täglich konsultiert und war zu der Zeit eines der meistbenutzten wissensbasierten Systeme der Welt. In der Folge wurden weitere kleinere wissensbasierte Applikationen entwickelt.

### Fortführung der Geschäfte als Citibank Privatkunden AG
1991 benannte die Citibank ihr Deutschlandgeschäft und somit die KKB im Jahre 1991 in Citibank Privatkunden AG um. Im Dezember desselben Jahres eröffnete die nun unter Citibank firmierende Bank ihre erste Filiale im ehemaligen Ost-Berlin. 1993 wurde das Unternehmen neu strukturiert, um der EU-Richtlinie 93/6/EWG über die angemessene Eigenkapitalausstattung von Wertpapierfirmen und Kreditinstituten Rechnung zu tragen. Im Zuge der Restrukturierung wurde das Datenzentrum der Bank in Meerbusch zum Knotenpunkt für alle Transaktionen in ganz Europa.

Ab 1995 kooperierte die Citibank Privatkunden AG mit der Deutschen Bahn. So sollten künftige BahnCards unter anderem mit einer Kreditkartenfunktion ausgestellt werden. Nachdem Citibank Privatkunden den Datenschutz der Kundendaten nicht hundertprozentig sicherstellen konnte, beendete die Deutsche Bahn im März 1999 die Kooperation nach aufkommender öffentlicher Kritik. Im selben Jahr wurde das Kundencenter in Duisburg eröffnet. In der Folge wurden Backoffice-Tätigkeiten aus anderen Filialen hierher konzentriert. Ab den frühen 2000er Jahren spezialisierte sich die Citibank Privatkunden auf das Geschäft mit risikoreicheren Krediten zu hohen Zinsen, aber auch höherer Ausfallwahrscheinlichkeit. 2003 erfolgte die Umfirmierung in Citibank Privatkunden AG & Co. KGaA. Es folgte die Einführung der Citibank Finanzplanung und der gleichzeitige Start der Baufinanzierungs-Kooperation mit PlanetHome.

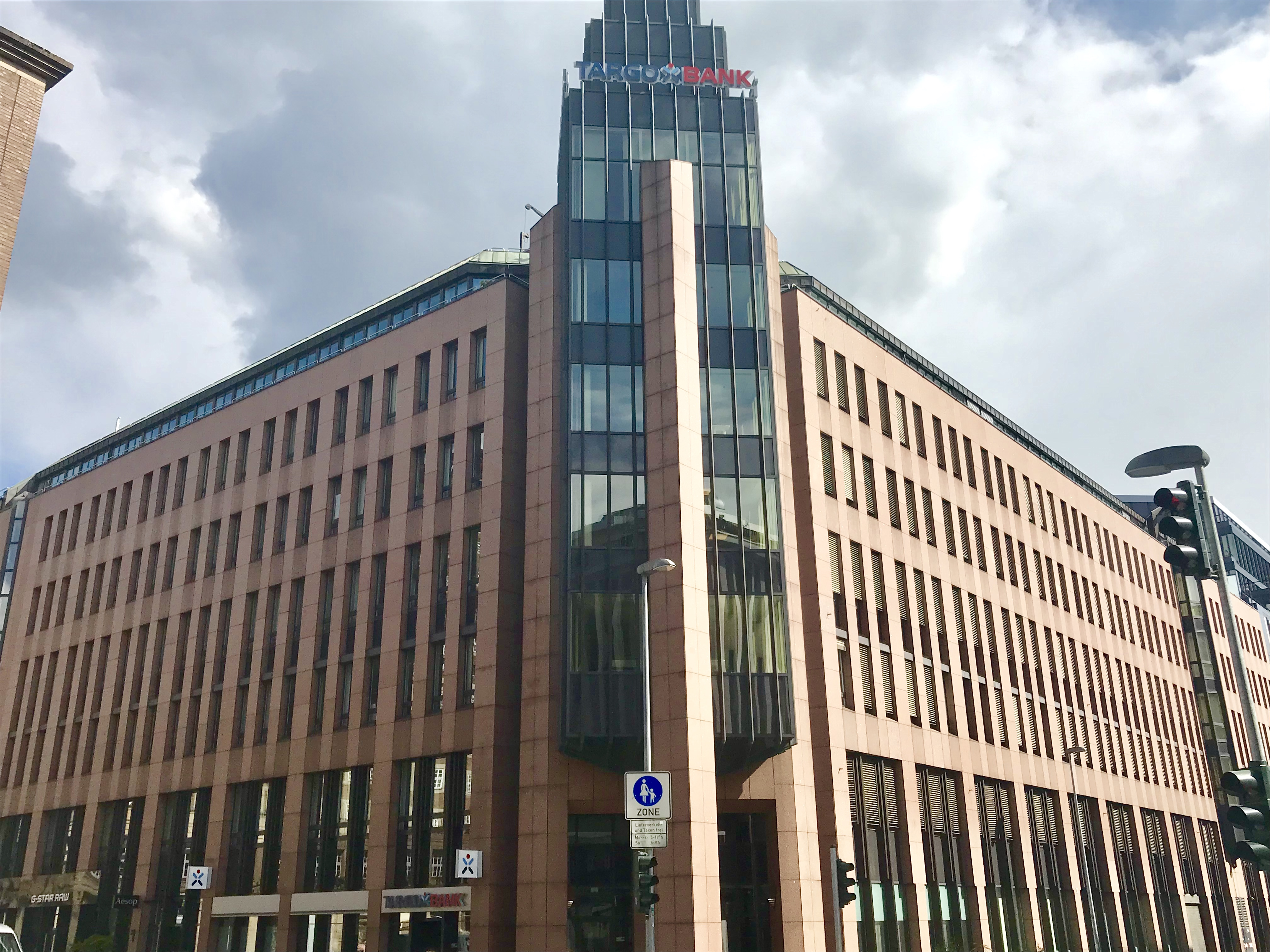
Hauptverwaltung Targobank Düsseldorf

### Übernahme durch Crédit Mutuel und Begründung der Geschäftstätigkeiten als Targobank
Im Zuge der Finanzkrise 2008 stand die Citibank Privatkunden bei Citigroup zur Disposition. Nach einem Verkaufsprozess sowie der Ankündigung der Transaktion Mitte 2008 wurde das Privatkundengeschäft der Citibank Privatkunden am 5. Dezember 2008 Teil der französischen Genossenschaftsbank Crédit Mutuel Bankengruppe. Der Preis betrug 4,9 Milliarden Euro zuzüglich der im Geschäftsjahr 2008 bis zum Zeitpunkt der Übernahme erzielten Gewinne. Die Produkt- und Dienstleistungen der Bank waren weiterhin auf das Privatkundengeschäft ausgerichtet. Das Leistungsangebot gliederte sich in fünf Geschäftsfelder: Konten und Karten, Sparen und Geldanlagen, Schutz und Vorsorge, Vermögen sowie Kredit und Finanzierung.
Die Marken „Citi“, „Citibank“ und „Citibank mit Arc Design“ wurden zunächst von der Crédit Mutuel unter Lizenz der Citigroup Inc. weitergeführt. Die Citibank selbst blieb mit ihrem Großkundengeschäft als Citigroup Global Market Deutschland AG weiterhin in Frankfurt am Main ansässig. Der mit dem Verkauf verbundene Namenswechsel wurde am 28. Januar 2010 ins Handelsregister eingetragen. In Deutschland trat die Crédit Mutuel-Tochter somit ab dem 22. Februar 2010 nur noch als Targobank am Markt auf. Bei Targo handelt es sich um ein reines Kunstwort, das vom Werbetexter Manfred Gotta entwickelt wurde, um weltweit die Akzeptanz des Unternehmens zu steigern.

Von 2011 bis 2014 gab es eine Kooperation mit dem Fernsehsender ProSieben. Die entsprechende Karte war neben der Zahlungsfunktion mit Mehrwerten ausgestattet: Sie bot neben Gewinnspielen und Rabatten bei verschiedenen Partnern auch die Möglichkeit, bereits vor dem offiziellen Verkaufsstart Karten für ProSieben-Veranstaltungen zu erwerben. Im August 2012 stellte die Targobank eine Option zum mobilen Bezahlen vor, bei der ein bankseitig ausgegebener NFC-Chip auf der Rückseite eines Mobiltelefons angebracht wurde. Das Angebot wurde in Zusammenarbeit mit MasterCard und der E-Plus-Marke Base bereitgestellt. 

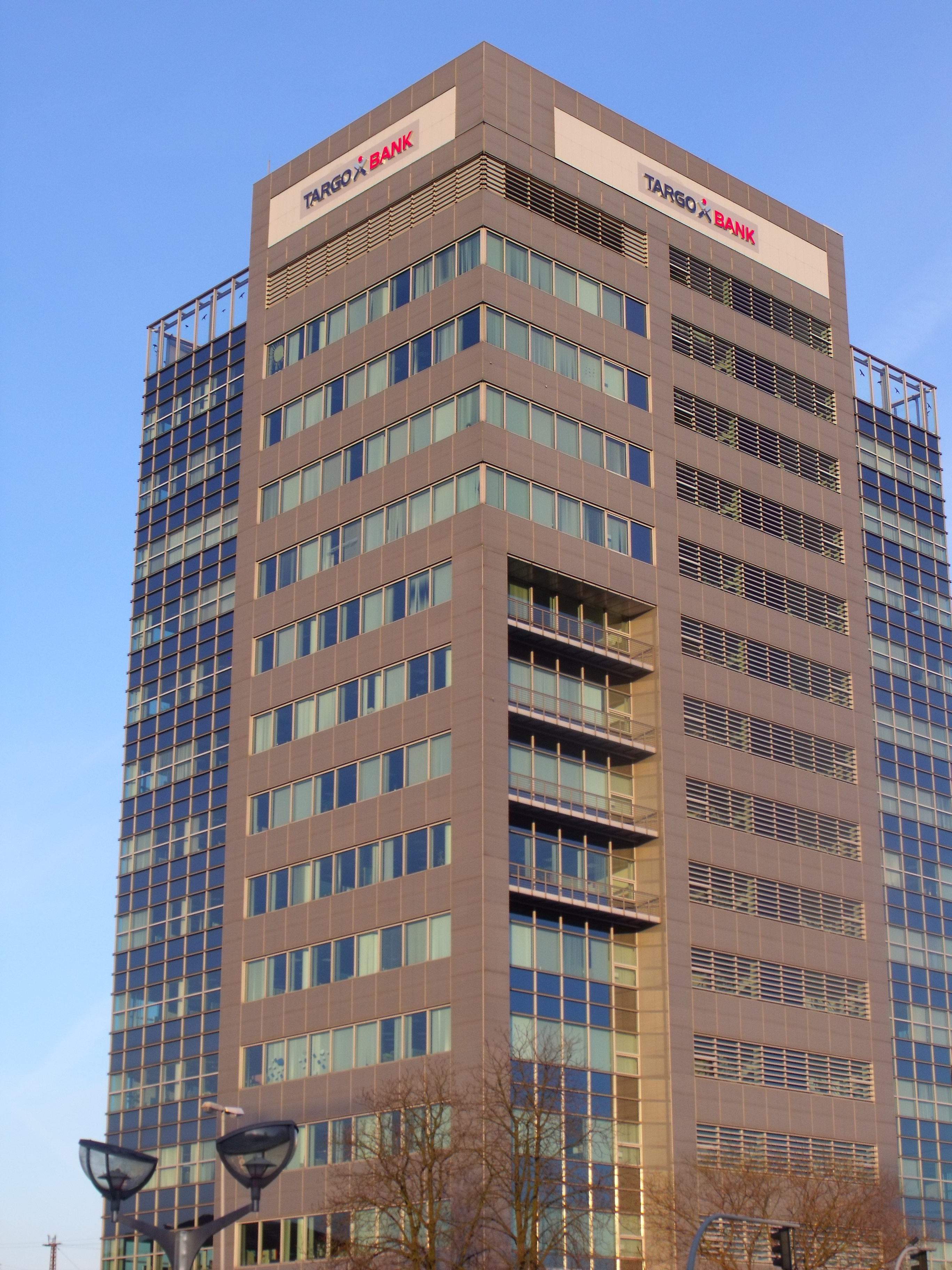
Dienstleistungszentrum der Targobank in Duisburg

### Umwandlung zur Universalbank
Unterstützt durch die französische Muttergesellschaft hatte das Düsseldorfer Institut im Dezember 2013 angekündigt, das Privatkundengeschäft der Valovis Bank (der ehemaligen Karstadt-Quelle-Bank) übernehmen zu wollen. Seit Mai 2014 gehört es, insbesondere das Kreditkartengeschäft mit rund 800.000 Kunden, zur Targobank. Die Systemintegration erfolgte bis Mitte 2016. Die akquirierten Geschäfte führten dazu, dass die Targobank zum drittgrößten Anbieter im Kreditkartengeschäft aufstieg. Gleichzeitig startete die zweite Phase des Einstieges in den Markt der herstellerunabhängigen Kfz-Händlerfinanzierung, nachdem die Bank zwei Jahre zuvor in das Geschäft mit der Online-Kreditfinanzierung von Autos eingestiegen war. 2015 gründete Targobank die firmeneigene Autobank. Im August 2016 wurde das unter dem Namen GE Commercial Finance firmierende Leasing- und Factoringgeschäft der deutschen GE Capital, des Finanzarms des General-Electric-Konzerns, übernommen und firmierte fortan als Targo Commercial Finance mit Sitz in Mainz. Zu Januar 2018 verschmolz die Targo Commercial Finance auf die Targobank. Im selben Jahr wurde nach erfolgreichem Abschluss der Pilotphase deutschlandweit mit einem neuen Produkt- und Serviceangebot für Geschäftskunden gestartet. Es richtete sich an Selbstständige und Freiberufler.
Im Oktober 2022 wurde bekannt, dass die Firma BECM Deutschland der französischen Banque Européenne du Crédit Mutuel (BECM) mit ihren deutschen Zweigniederlassungen bzw. Firmenkundengeschäft in die deutsche Targobank-Gruppe integriert und dies unter dem neuen Firmennamen Targobank Corporate & Institutional Banking bzw. Targobank CIB fortgeführt wird. Diese Integration war Teil der Entwicklung der Targobank von einer fokussierten Privatkundenbank zu einer Universalbank. 2024 wies die Bank eine Bilanzsumme von 44,9 Milliarden Euro auf und beschäftigte 7.400 Mitarbeiter.
Die Entwicklung zur Universalbank wurde fortgeführt und im März 2025 gab die Targobank bekannt, die Oldenburgische Landesbank (OLB) zu übernehmen. Der Akquisition müssen die Aufsichtsbehörden wie die Europäische Zentralbank noch zustimmen. Der Kaufpreis soll bei zwei Milliarden Euro liegen. Mit der Übernahme würde die Targobank ihre Bilanzsumme auf etwa 79 Milliarden Euro erhöhen, die Anzahl der Mitarbeiter auf rund 9.000 steigern und die Kundenzahl auf etwa 4,8 Millionen ausweiten.

## Geschäftstätigkeiten
Die Targobank ist Teil der Groupe Crédit Mutuel, eine genossenschaftliche Bankengruppe mit Sitz in Frankreich. Ursprünglich war die Targobank überwiegend als Privatkundenbank aufgestellt, insbesondere im Bereich der Konsumentenkredite. Mit dem Ausbau ihrer Angebote für Geschäfts- und Firmenkunden hat die Targobank den Weg zur Bank mit breiterem Angebot von Aktivitäten eingeschlagen. Die Targobank hat rund 3,8 Millionen Privat-, Geschäfts- und Firmenkunden und erzielte 2024 bei einer Bilanzsumme von 44,9 Milliarden Euro ein Ergebnis in Höhe von 607 Millionen Euro vor Steuern (nach IFRS). Die Targobank beschäftigt 7.400 Mitarbeiter und ist einer der größeren Bankenarbeitgeber am Finanzplatz Düsseldorf. Vorstandsvorsitzende der Bank ist Isabelle Chevelard. Dem Aufsichtsrat steht René Dangel vor.
Die Bank führt drei Geschäftssegmente: Privatkunden, Geschäftskunden und Firmenkunden. Das erste Segment umfasst das Kreditgeschäft, das Einlagengeschäft, den Zahlungsverkehr, das Wertpapiergeschäft sowie die Versicherungsvermittlung und gliedert sich in die folgenden fünf Sparten: Konto & Karten, Kredit & Finanzierung, Vermögensberatung, Sparen & Geldanlagen sowie Schutz & Vorsorge. Im Bankgeschäft des zweiten Segments vertreibt die Bank Kredite, Zahlungsverkehrskonten, Kreditkarten und Tagesgeldkonten für geschäftliche Zwecke an Klein- und Kleinst-Unternehmen (einschließlich Selbständige). Zum Leistungsspektrum im dritten Segment gehören – mithilfe des Bereichs Targobank Corporate & Institutional Banking – Unternehmens- und Sonderfinanzierungen für den gehobenen Mittelstand sowie Finanzierungen von Gewerbeimmobilien ebenso wie Zahlungsverkehr und Anlageprodukte. Darüber hinaus bietet die Targobank Unternehmen Finanzierungsangebote in den Bereichen Factoring (englisch Receivable Finance), Leasing (englisch Equipment Finance) und Investitionsfinanzierung an. Ergänzt wird das Angebot für Firmenkunden durch Absatz- und Wareneinkaufsfinanzierung für den Einzelhandel (englisch Sales Finance) sowie, mithilfe der Targobank Autobank, durch Kfz-Einkaufs- und Absatzfinanzierungen für Autohändler.

## Sponsoring
Ab Juli 2007 war die deutsche Citibank Sponsor des Fußballklubs Werder Bremen. Fünf Jahre lang war sie Haupt- und Trikotsponsor, in diese Zeit fiel auch der Umbruch bei der Citibank, was dazu führte, dass die Spieler übergangsweise statt des Firmennamens den Werbeslogan „So geht Bank heute“ auf der Brust trugen, ehe man zu Saisonbeginn 2010/2011 zum Logo der Targobank überging. Ab der Saison 2012/13 trat das Unternehmen als neuer offizieller Partner des DFB-Pokals auf, zeitgleich gab es das Trikotsponsoring bei Werder Bremen ab, die weitere Zusammenarbeit wurde 2015 beendet. Die Bank erhielt ein Rechtepaket für alle 63 Spiele des Wettbewerbs, so zum Beispiel eine breite TV-Präsenz durch Bandenwerbung. Der Vertrag wurde in der Folge zweimal verlängert, wodurch die Targobank bis 2026 offizieller Partner im DFB-Pokal bleibt.
Seit der Saison 2023/2024 ist die Targobank Trikotsponsor des Fußball-Zweitligisten Fortuna Düsseldorf und einer der Hauptsponsoren des Projektes „Fortuna für alle“. Die Targobank ermöglicht unter anderem in dem Projekt, dass bei einer gewissen Anzahl der Heimspiele der Fortuna freier Eintritt gewährt wird.

## Gesellschaftliches Engagement
Die Targobank setzt sich vor allem über die eigene Targobank Stiftung und die Stiftung des Mutterkonzerns, der Fondation Crédit Mutuel Alliance Fédérale, für soziale Belange ein. Daneben organisiert die Bank den jährlichen „Targobank Run“ und das „DU_Kultur|en_Festival“ in Duisburg.
Die Targobank Stiftung soll sich für die Chancengleichheit und die Selbstbestimmung innerhalb der Gesellschaft einsetzen. Ziel sei unter anderem, Menschen in Deutschland ökonomische Zusammenhänge und finanzielle Grundlagen für ein selbstbestimmtes Leben zu vermitteln. Die Stiftung fördert deshalb unter anderem Projekte in den Themenfeldern Umwelt- und Klimaschutz, Gesundheitsschutz und finanzielle Bildung. Seit 2003 unterstützt die Stiftung unter anderem das Projekt „Fit für die Wirtschaft“, ein modulares Unterrichtskonzept für Schülerinnen und Schüler der 8. bis 10. Klassen zur Vermittlung von Finanzthemen.
2021 wurde außerdem die Fondation Crédit Mutuel Alliance Fédérale gegründet. Sie soll sich vor allem für den Klimaschutz und Projekte zur Förderung sozialer und kultureller Inklusion einsetzen. Dabei vereint und unterstützt sie das gesellschaftliche Engagement ihrer Tochtergesellschaften und ihrer Mitarbeiter.

## Kritik und Kontroverse
Die Rezeption der Citibank Deutschland, die 2006 von der Universität St. Gallen, dem Handelsblatt und Steria Mummert Consulting zur „kundenorientiertesten Bank Deutschlands“ gekürt wurde, war im Laufe der Jahre auch von Kontroversen begleitet (z. B. vom Verbraucherschutz oder vom öffentlich-rechtlichen Rundfunk), insbesondere in Bezug auf ihre Kreditvergabepraxis. Um dem entgegenzuwirken, startete die Bank im Jahre 2004 die Kampagne „Unsere gemeinsamen Verantwortlichkeiten“.
Im Zuge des Lehman-Brothers-Zusammenbruchs 2008 geriet die Citibank in Deutschland in Kritik, da sie laut Medienberichten damals Lehman-Zertifikate als sichere Festgeld-Alternativen, vor allem an Rentner, verkauft haben soll. Etwa 50.000 Menschen, ca. 46 % davon Citibank-Kunden, erlebten in Deutschland erhebliche Verluste durch die Insolvenz von Lehman Brothers bis hin zum Totalverlust ihrer Anlage. Der Bank wurde laut Medienberichten vorgeworfen, als einer der Hauptvertriebspartner von Lehman Brothers in Deutschland früh von den Problemen von Lehman Brothers gewusst zu haben und dennoch Zertifikate aktiv und im größeren Maßstab beworben zu haben, um die Investmentbank mit Kapital zu versorgen.
Nach Verhandlungen mit der Verbraucherzentrale Nordrhein-Westfalen einigte sich die Citibank 2009 auf eine Kulanzregelung über 27 Millionen Euro, die eine mehrstufige Rückzahlung zwischen 30 und 80 % für besonders schwer betroffene Fälle vorsah, aber auch umfangreiche Ausschlusskriterien enthielt. Die Regelung, deren Details von der Verbraucherzentrale NRW publiziert wurden, erfuhr gemischte Reaktionen; sie wurde von den Medien anfänglich positiv aufgenommen, aber von der „Interessengemeinschaft der Lehman-Geschädigten“ als unzureichend kritisiert, da dadurch nur rund fünf Prozent des geschätzten Gesamtschadens von 475 Millionen Euro gedeckt seien. Die Bank räumte ein, dass die Entschädigung für etwa zwei Drittel der Betroffenen nicht ausreichen würde.
Im Herbst 2009 stellte die Verbraucherzentrale Nordrhein-Westfalen fest, dass mehrere Banken, darunter die Citibank mit einem Dispo-Zinssatz von 16,99 % für ihr Extra-Konto, gesunkene Refinanzierungskosten nicht an ihre Kunden weitergaben. 2010 mahnte sie drei Banken ab, zwei davon, die Targobank und die Sparda-Bank Münster, wurden gerichtlich belangt. 2011 bestätigte das Landgericht Düsseldorf die Unzulässigkeit der Zinsklausel der Targobank, ein Berufungsversuch scheiterte.

### Wucher
2010 und 2018 äußerten Verbraucherschützer Kritik an der Geschäftspraxis der Targobank, insbesondere in Bezug auf die Vergabe von Krediten mit sehr hohen Gesamtkosten, dass die Kreditnehmer langfristig Schulden halten sollen. Es würden systematisch Verbraucherkredite vergeben, „deren Gesamtkosten im Bereich des Wuchers liegen“. Die Kritik wiederholte Bedenken, die bereits 1991 beim Namenswechsel von KKB zu Citibank geäußert wurden.
Zwischen Februar 2020 und November 2021 zeichnete das „Bündnis gegen Wucher“, zu dem unter anderem das Institut für Finanzdienstleistungen, Udo Reifner sowie die Verbraucherzentralen Hamburg und Sachsen gehören, die Targobank achtmal mit dem „Wucher des Monats“ aus, insbesondere wegen ihrer Ratenkredite mit Restschuldversicherung, Kettenkredite und Umschuldungen.
Vereinzelt kommt es auch zu Gerichtsverfahren hinsichtlich der Kreditkonditionen der Bank. So gilt laut der Stiftung Warentest ein von der Verbraucherzentrale Sachsen in den 2020ern gegen die Targobank vor dem Landgericht Görlitz eingeleitetes Verfahren zu den spektakulären Fällen in der Sache. In dem Verfahren ging es um die Veranschlagung zu hoher Zinsen bei einem Kredit (Zinswucher) – 13,04 % Sollzins bei einem üblichen damaligen Marktzins von ca. 6,52 %. Die Targobank beendete das Verfahren einseitig durch Anerkenntnis.

## Rundfunkberichte
- Produktpalette radikal reduziert – Aus Citibank wird Targobank. (Mediathek-Video, 1:15 Min.) In: n-tv.de. ntv Nachrichtenfernsehen GmbH, 22. Februar 2010.
- Nach Software-Panne bei der Targobank – Kunden sollten Konten stets genau im Blick haben. (Mediathek-Video, 1:43 Min.) In: n-tv.de. ntv Nachrichtenfernsehen GmbH, 4. November 2016.
- ARD: Banken zocken weiter Kreditkunden ab | Panorama | NDR (ab 0:05:19) auf YouTube, 18. Februar 2019 (Laufzeit: 7:32 min).
- Achtung, Geldfallen! Die Tricks der Finanzabzocker (ab 12:00 min.) in der ZDF-Mediathek (42 Min.), abrufbar bis 19. Januar 2026
- Serie: „Verbraucherfallen“ | Debitkarte (HR-Fernsehen: Die Ratgeber) in der ARD-Mediathek (6 Min.), abrufbar bis 23. Oktober 2025
- ARD Marktcheck: Testament, Erbschein, Urkunde: Wichtiges zum Erben und Vererben | Marktcheck SWR auf YouTube, 20. November 2023 (Laufzeit: 20:12 min).